# Apis mellifera carnica
L'ape carnica (Apis mellifera carnica Pollmann, 1879) è una sottospecie di ape mellifera dell'Europa occidentale. Originaria della Slovenia centrale (Carniola), ha un'area di distribuzione naturale che abbraccia l'Austria, parte dell'Ungheria, Romania, Croazia, Bosnia e Serbia. In Italia è in generale assente con l'eccezione del Triveneto, dove costituisce addirittura la sottospecie prevalente. Fu introdotta per azione dell'uomo in Canada, Stati Uniti d'America e Sudamerica.

## Origine
Questa sottospecie di Apis mellifera è originaria della regione di Kranjska, Slovenia, a sud delle Alpi austriache e a nord dei Balcani. 
Attualmente questa razza è molto popolare tra gli apicoltori e compete per predilezione con l'ape italiana. La caratteristica principale di quest'ape è la mansuetudine. Si è particolarmente adattata all'incostanza della disponibilità di nettare, alla quale si adatta modulando l'accrescimento della popolazione aumentando la deposizione di uova prontamente con l'abbondanza delle fioriture e diminuendo altrettanto rapidamente la dimensione della covata quando l'alimento inizia a scarseggiare.

## Anatomia
L'ape carnica ha all'incirca le medesime dimensioni dell'ape ligustica, ma può essere riconosciuta poiché è generalmente di colore castano-grigio normalmente scuro con righe leggermente più chiare.
Hanno la ligula molto lunga da 6.5 a 6.7 millimetri che permette una migliore raccolta di nettare.

## Caratteristiche favorevoli
- mansuetudine e scarsa aggressività
- le arnie possono essere site anche vicino a luoghi abitati
- miglior senso dell'orientamento rispetto a quello dell'ape italiana
- scarsa tendenza da parte delle operaie alla deriva
- sono buone bottinatrici (anche se più scarse rispetto all'ape italiana)
- durante l'inverno, le colonie si riducono maggiormente permettendo un minor consumo invernale delle scorte
- grande adattabilità all'ambiente
- sopportano molto bene inverni lunghi
- molto prolifiche
- poco propolizzatrici
- buona resistenza alle malattie (specialmente verso quelle che colpiscono la covata)
- ben adattate alle zone in cui il nettare non è presente in quantità costanti, nutrendosi in periodi di scarsità con miele o melata
- buona adattabilità in generale a ogni clima
- immagazzina le provviste vicino alla covata

## Caratteristiche non desiderabili
- maggiore propensione a sciamare, se non si fa una buona manutenzione e se non si esercita un controllo adeguato, anche se in seguito alla costante selezione, è migliorata molto
- scarsa produzione di cera e di favi (non esiste un grande accordo su questo punto).
- non si adattano bene alle estati calde.
- predisposta al saccheggio, quando c'è scarsità di raccolto (anche se molto meno rispetto alla ligustica)